# Langbeinige Sichelschrecke
Die Langbeinige Sichelschrecke (Acrometopa macropoda) gehört innerhalb der Unterordnung der Langfühlerschrecken zur Unterfamilie der Sichelschrecken (Phaneropterinae).

## Merkmale
Die Männchen der Langbeinigen Sichelschrecke werden 21 bis 24 Millimeter, die Weibchen 29 bis 31 Millimeter lang. Weibchen sind etwas gedrungener gebaut, als die Männchen. Letztere sind gelbgrün gefärbt und besitzen einen rotbraunen Fleck an der Flügelbasis. Weibchen sind mehr ins blaugrüne gefärbt und haben nur einen kleinen Fleck auf der Flügelbasis. Die Hinterflügel der Männchen sind länger als ihre Vorderflügel, die Weibchen haben etwas kürzere Flügel, diese überragen aber dennoch das Hinterleibsende und häufig auch noch den Legebohrer (Ovipositor). Der legebohrer ist ähnlich ausgebildet wie bei den Arten der Gattung Phaneroptera, ist jedoch nicht nur an den Rändern, sondern auch seitlich fein bezahnt. Die Beine der Art sind besonders lang ausgebildet. Die Schienen (Tibien) der Vorderbeine und die Schenkel (Femora) der mittleren Beine sind zum Teil rötlich-violett gefärbt. Die strohgelben, sehr langen Fühler sind leicht versteift. Jeweils von der Fühlerbasis beginnend verläuft eine dünne gelbe Binde über das Auge entlang des Unterrandes der Halsschild-Seitenlappen und endet etwa auf dessen Hälfte.

## Vorkommen
Die Art kommt ungefähr von Triest beidseits entlang der Adriaküste in Italien und bis in den Süden Griechenlands sowie im Dinarische Gebirge vor. Sie besiedelt bevorzugt Trockenrasen und Ödland mit lockerer Verbuschung oder höherwüchsigen Pflanzen, wie etwa Disteln, auf denen sich die Tiere aufhalten.

## Lebensweise
Die Imagines treten von Juni bis Juli auf, Weibchen können jedoch vereinzelt bis in den September beobachtet werden.
Der Gesang der Langbeinigen Sichelschrecke besteht aus einer Aneinanderreihung von kurzen, ungefähr eine Sekunde dauernden Schwirrlauten, die jeweils mit einem scharfen Einzellaut enden.

## Systematik
Die Langbeinige Sichelschrecke wird in weiten Teilen Italiens, auf Korsika, Sardinien, Sizilien, Kreta und dem östlichen Balkan durch sehr ähnliche Arten derselben Gattung ersetzt. Manche Autoren betrachten Acrometopa macropoda gemeinsam mit Acrometopa italica deshalb als Unterart von Acrometopa servillea.